# AIM-26 (ミサイル)
AIM-26 ファルコン
国立海軍航空博物館に展示されているAIM-26A
- 用途：重爆撃機の撃墜
- 分類：空対空ミサイル、核兵器
- 製造者：ヒューズ・エアクラフト
- 運用者

  -  アメリカ合衆国
    - アメリカ海軍
    - アメリカ空軍

  - スイス（スイス空軍）
  - スウェーデン（スウェーデン空軍）
- 運用開始：1961年
- 退役：1972年
- 運用状況：退役

AIM-26 ファルコン（英: Falcon）は、アメリカ合衆国のヒューズ・エアクラフトが開発した空対空ミサイルである。AIM-4 ファルコン空対空ミサイルをより大型にし、核弾頭を搭載することで破壊力を強化したものであった。アメリカ合衆国で唯一の核弾頭を搭載した誘導空対空兵器である。

## 概要
ヒューズ・エレクトロニクスは、1956年の初めにGAR-1D (AIM-4A) ファルコンを大型化した核弾頭を搭載するミサイルの開発を開始した。そのミサイルはソビエト連邦の重爆撃機編隊への攻撃において、それらを確実に撃墜することを目的としていた。当初の開発は、通常のGAR-1/GAR-2を基礎としたセミアクティブ・レーダー誘導型と赤外線誘導型のためのものであり、それぞれGAR-5及びGAR-6の制式名称が与えられた。この開発プログラムは設計段階の初期に一度は中止されたものの、1959年に復活した。
その結果として開発されたGAR-11（後のAIM-26A）は、当初の設計では全長 3.5 m、直径 0.30 mとAIM-4 ファルコンの全長 2.0 m、直径 0.16 mに対して大幅な大型化を予定していたが、最終的にGAR-11の大きさは全長 2.14 m、直径 0.28 mとAIM-4と弾体が10 cmほど太くなったのみで、それほど変わらないものになった。GAR-11は1961年に運用に投入され、ADC (Aerospace/Air Defense Command) のF-102 デルタダガー迎撃機に搭載された。また、レーダー近接信管とセミアクティブ・レーダー誘導を用いていた。GAR-6では赤外線誘導を想定していたが、当時の赤外線誘導はジェットエンジンの高温の排気熱にのみ誘導できるものであったため、目標とする航空機の背後にまわる必要があった。一連の空対空核ミサイル開発は、いち早く敵爆撃機を撃墜するために正面からの攻撃を意図していたため、背後にまわるための時間がかかる赤外線誘導は採用されなかった。セミアクティブ・レーダー誘導も決して精度の良いものではなかったが、核弾頭の広範囲の爆発によって精度の悪さをカバーできると考えられたため、たいした問題とされなかった。このあたりの発想は空対空核ロケット弾AIR-2 ジニーとまったく同じである。
GAR-11は、M-388 デイビー・クロケット無反動砲の核砲弾（Mk-54 核出力：10～20 t）と共通設計のW54サブキロトン核弾頭（核出力：250 t）を使用した。GAR-11がより大型のW25核弾頭（核出力：1.5 kt）をAIR-2 (MB-1) ジニー核ロケットと共有したとする解説もあるが、これは誤りである。
自国又は友好国の領土の上空で核兵器を使うという点でその性質から容易に想像しうる問題に対する懸念から、GAR-11の通常弾頭バージョンGAR-11Aが、40 lb（18.1 kg）の通常高性能炸薬弾頭を使用して開発された。
1963年以後、ミサイルの命名規則が変更されたため、GAR-11はAIM-26に改名され、核弾頭搭載型はAIM-26A、通常弾頭型はAIM-26Bとなった。1970年から1972年にAIM-26Aの核弾頭は、AGM-62 ウォールアイ滑空爆弾の核弾頭搭載型のために造り直された。
AIM-26はアメリカ空軍の運用における広範囲にわたる使用をほとんど見ずに、1972年に退役した。しかし、通常弾頭のAIM-26BはHM-55としてスイスに輸出され、スイス空軍のミラージュIIIS戦闘機で使用された。また、スウェーデンではRb 27としてライセンス生産され、サーブ 35 ドラケン戦闘機に搭載された。Rb 27は1990年代初期までに退役した。

## 各型
- AIM-26A - 核弾頭搭載型
- AIM-26B - 通常弾頭搭載型

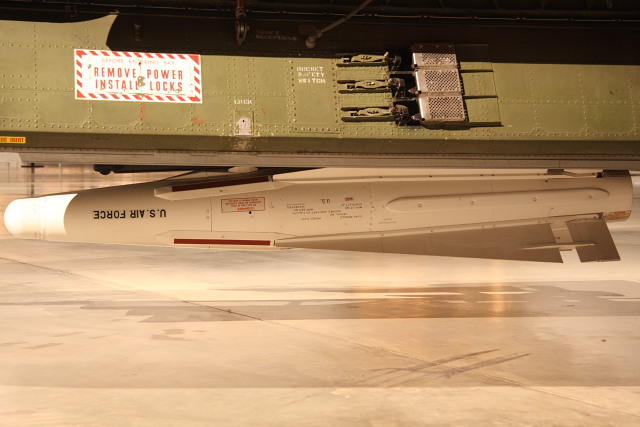
国立アメリカ空軍博物館に展示されているAIM-26A。F-102 デルタ・ダガーの兵器倉に吊るされた形で展示されている。

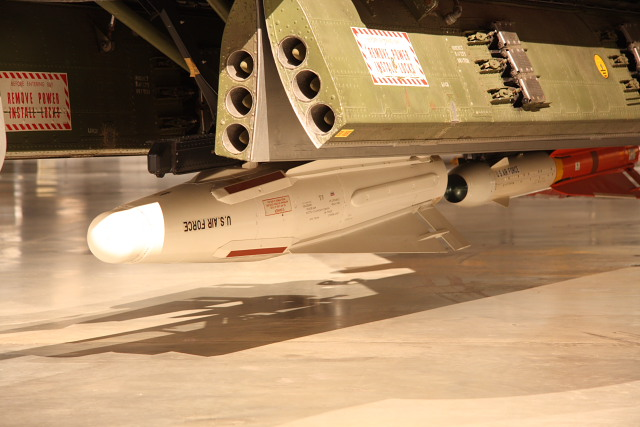
斜め前からの写真。AIM-26Aの後ろにあるのはAIM-4G スーパーファルコン。

- HM-55 - AIM-26Bのスイス輸出型
- Rb 27 - AIM-26Bのスウェーデンでのライセンス生産型

## 仕様

### GAR-11/AIM-26A
出典：Designation System.Net
- 全長： 2.14 m （84.25 in）
- 翼幅： 0.62 m （24.4 in）
- 直径： 0.29 m （11.4 in）
- 発射重量： 92.1 kg （203 lb）
- 機関： チオコール M60 固体燃料ロケット・モーター 推力：26 kN （5,800 lb）
- 速度： M 2
- 射程： 8～16 km （5～10 mi）
- 誘導装置： セミアクティブ・レーダー誘導
- 弾頭： W54核弾頭（核出力：250 t）